# Styloniscus longistylis
Styloniscus longistylis là một loài chân đều trong họ Styloniscidae. Loài này được Dana miêu tả khoa học năm 1853.